# 재산국외도피죄
재산국외도피죄는 법령에 위반하여 대한민국 또는 대한민국국민의 재산을 국외에 이동하거나 국내에 반입하여야 할 재산을 국외에서 은닉 또는 처분하여 도피시킨 때에 성립하는 죄(특정경제범죄 가중처벌 등에 관한 법률 제4조 제1항)이다.
국내재산의 국외이동에 의한 재산 ‘도피’행위란, ① 상당기간 내에 국내로 다시 반입할 의사 없이, ② 국내재산을 대한민국의 법률과 제도에 의한 규율과 관리를 받지 않는 곳으로 이전하여, ③ 자신이 해외에서 임의로 지배·관리할 수 있는 상태에 두는 행위로서, ④ 대한민국 또는 대한민국 국민의 재산이 유출되는 결과를 초래하는 행위이어야 한다. 따라서 처음부터 재산을 상대방에게 이전, 교부하려는 의사로 재산을 국외로 이동하여 상대방에게 관리·처분권이 넘어간 경우에는, 이전된 재산이나 그와 대가관계에 있는 재산을 임의로 지배·관리할 수 있는 상태에 두려는 의도가 없었던 이상 재산의 ‘도피행위’에는 해당하지 아니한다.

## 개요
특정경제범죄법 제4조 제1항은 ‘법령을 위반하여 대한민국 또는 대한민국국민의 재산을 국외로 이동하거나 국내로 반입하여야 할 재산을 국외에서 은닉 또는 처분하여 도피시켰을 때’를 처벌의 대상으로 삼고 있다. 위 규정을 분설하면, 그 하나는 “법령을 위반하여 대한민국 또는 대한민국국민의 재산을 국외로 이동하여 도피시켰을 때”이고, 다른 하나는 “법령을 위반하여 국내로 반입하여야 할 대한민국 또는 대한민국국민의 재산을 국외에서 은닉 또는 처분하여 도피시켰을 때”이다.
판례도 “문언상 ‘법령에 위반하여’는 재산국외도피의 행위태양인 ‘국외 이동 또는 국외에서의 은닉․처분’과 함께 ‘국내에 반입하여야 할 재산’도 수식하는 것으로 해석하여야 하므로, 제4조 제1항 후단의 국외에서의 은닉 또는 처분에 의한 재산국외도피죄는 법령에 의하여 국내로 반입하여야 할 재산을 이에 위반하여 은닉 또는 처분시킨 때에 성립한다. 그러므로 ‘국내에 반입하여야 할 재산’이란 법령에 의하여 국내에 반입하여야 할 의무를 부담하는 대한민국 또는 대한민국 국민의 재산을 의미한다. 이와 달리 ‘국내에 반입하여야 할 재산’을 법령상 국내로의 반입의무 유무와 상관없이 국내로의 반입이 예정된 재산을 의미하는 것으로 확장하여 해석하는 것은 형벌법규를 지나치게 유추 또는 확장해석하여 죄형법정주의의 원칙에 어긋나는 것으로서 허용될 수 없다.”고 판시한다.
재산국외도피죄가 성립하기 위해서는 재산을 도피시키는 행위가 ‘법령’에 위반되어야 한다. 여기서의 법령은 외국환 관리에 관한 법률과 법규명령을 의미하고, 대외무역법도 위 법령에 포함된다.
‘법령을 위반하여’는 외국환 관리에 관한 법률과 법규명령의 모든 위반행위를 말하는 것이 아니라 ‘형사처벌’의 대상이 되는 법령위반 행위만을 말한다고 제한적으로 해석하여야 한다. 그와 같이 해석하는 이유는 재산국외도피죄는 외국환거래법이나 대외무역법 위반 범죄행위와 도피행위가 결합된 결합범으로 보아야 하는 점, 뒤에서 보는 바와 같이 재산국외도피죄는 위헌적인 요소가 많은 법률인데, 국가경제의 발전과 세계화 추세 등에 따라 외환거래에 관한 규제가 완화되고 있는 점, 다른 입법례와 달리 특정경제범죄법에서 재산국외도피범에 대한 법정형을 매우 상향하여 강화하고 있을 뿐만 아니라 재산국외도피범죄는 범죄수익은닉의 규제 및 처벌 등에 관한 법률의 적용대상인 범죄에도 포함되어 있어 위 법에 의한 형사처벌 및 범죄수익 등의 몰수․추징 규정의 적용을 받는 점, 종전 형사처벌의 대상이 되던 사안이 반성적 고려에 의하여 과태료 부과 사안이나 불처벌 사안으로 변경되고 있는데 과태료 부과대상 행위에 불과한 행위까지 법령위반행위에 포함시키면 너무 가혹한 결과를 초래하는 점 등을 함께 고려할 때 과태료만 부과되는 위반행위는 재산국외도피죄의 구성요건인 ‘법령을 위반하여’에 해당하지 않는다고 제한적으로 해석하는 것만이 위 규정을 합헌적으로 해석하는 방법이라고 할 것이다.
재산국외도피죄에서 말하는 ‘재산의 은닉’은 재산의 발견을 불가능하게 하거나 곤란하게 만드는 것을 말하고, 재산의 소재를 불명하게 하는 경우뿐만 아니라 재산의 소유관계를 불명하게 하는 경우도 포함한다. 은닉 또는 처분의 방법에는 조세피난처에 외국의 유령회사(paper company)를 설립하여 이 회사계좌로 이체하거나 비밀예금계좌에 입금하는 방법, 부동산을 구입하는 방법 등 다양할 것이다. 그리고 재산은 재물뿐만 아니라 권리도 포함되며, 권리에는 채권적 권리나 특허권도 포함된다고 할 것이다.
‘도피’는 국외에서의 은닉․처분과 함께 ‘국외 이동’에도 걸리는 문구라고 해석하여야한다. 그리고 도피의 개념을 단순히 ‘재산의 국외 이동행위’ 또는 ‘국외 재산의 은닉 또는 처분행위’만으로 성립한다고 해석할 것이 아니라, 이동행위, 은닉 또는 처분행위 외에 도피라고 인정할 수 있는 주관적, 객관적 구성요건 요소를 추가적으로 갖추어야 한다고 보아야 한다. 대법원이 “당시 행위자가 처하였던 경제적 사정 내지 그 행위를 통하여 추구하고자 한 경제적 이익의 내용 등 그러한 행위에 이르게 된 동기, 행위의 방법 내지 수단이 은밀하고 탈법적인 것인지 여부, 행위 이후 행위자가 취한 조치 등 여러 사정을 두루 참작하여 엄격하고 신중하게 판단하여야 할 것이다”라고 판시한 취지는 이러한 점에서 수긍할 수 있다.
대법원은 “(국내재산의 국외이동에 의한) 재산국외도피죄는 자신의 행위가 법령에 위반하여 국내재산을 해외로 이동한다는 인식과 그 행위가 재산을 대한민국의 법률과 제도에 의한 규율과 관리를 받지 않고 자신이 해외에서 임의로 소비, 축적, 은닉 등 지배․관리할 수 있는 상태에 두는 행위라는 인식을 가지고 국내재산을 해외로 이동하여 대한민국 또는 대한민국 국민의 재산이 유출될 위험이 있는 상태를 발생하게 하는 것, 즉 도피시킴으로써 범죄는 성립한다.”면서, “당시 행위자가 처하였던 경제적 사정 내지 그 행위를 통하여 추구하고자 한 경제적 이익의 내용 등 그러한 행위에 이르게 된 동기, 행위의 방법 내지 수단이 은밀하고 탈법적인 것인지 여부, 행위 이후 행위자가 취한 조치 등 여러 사정을 두루 참작하여 엄격하고 신중하게 판단하여야 한다”고 판시한다.

## 입법 목적
재산국외도피죄를 규정하고 있는 특정경제범죄 가중처벌 등에 관한 법률(이하 특정경제범죄법이라 함) 제4조에 의하면, 대한민국 또는 대한민국국민의 재산을 국외로 이동하거나 국내로 반입하여야 할 재산을 국외에서 은닉 또는 처분하여 도피시켰을 때에는 1년 이상의 징역 또는 도피액의 2배 이상 10배 이하에 상당하는 벌금에 처하고(제1항), 도피액이 5억 원 이상인 때에는 그 액수를 구별하여 가중처벌하되 50억 원 이상일 경우에는 무기 또는 10년 이상의 징역에 처할 수 있다.
특정경제범죄법 제4조는 1983. 12. 31. 특정경제범죄법을 제정할 당시부터 이 법에 포함되어 있던 범죄구성요건이다. 이는 제5공화국 출범이후 ‘장영자 어음사기 사건’, ‘명성 사건’, ‘영동개발진흥 사건’ 등 경제 범죄와 외화도피 범죄가 빈번히 일어나자 빗발치는 여론을 등에 업고 법률 제3693호로 제정되었다. 특정경제범죄법의 제정목적은 경제범죄가 날로 대형화․조직화․지능화되고 경제․사회에 미치는 충격과 피해가 막심하여 그 근절대책이 절실한 실정임에도 그 당시 처벌법규는 법정형이 지나치게 가볍거나 벌칙규정의 미비로 말미암아 적절히 대처하지 못하고 있어서 건전한 국민경제윤리에 반하는 거액경제범죄 및 재산국외도피사범에 대한 법정형을 대폭 강화하여 가중처벌하고, 금융기관 임․직원의 금품수수 등 비위를 엄벌함과 아울러 범법자들의 경제활동을 제한함으로써 경제질서의 확립을 도모하고 나아가 국민경제의 발전에 이바지하려는 것이었다.

## 법령조문
특정경제범죄 가중처벌 등에 관한 법률 제4조(재산국외도피의 죄)
① 법령을 위반하여 대한민국 또는 대한민국국민의 재산을 국외로 이동하거나 국내로 반입하여야 할 재산을 국외에서 은닉 또는 처분하여 도피시켰을 때에는 1년 이상의 유기징역 또는 해당 범죄행위의 목적물 가액(이하 이 조에서 "도피액"이라 한다)의 2배 이상 10배 이하에 상당하는 벌금에 처한다.
② 제1항의 경우 도피액이 5억원 이상일 때에는 다음 각 호의 구분에 따라 가중처벌한다.
1. 도피액이 50억원 이상일 때: 무기 또는 10년 이상의 징역
2. 도피액이 5억원 이상 50억원 미만일 때: 5년 이상의 유기징역
③ 제1항 또는 제2항의 미수범은 각 죄에 해당하는 형으로 처벌한다.
④ 법인의 대표자나 법인 또는 개인의 대리인, 사용인, 그 밖의 종업원이 그 법인 또는 개인의 업무에 관하여 제1항부터 제3항까지의 어느 하나에 해당하는 위반행위를 하면 그 행위자를 벌하는 외에 그 법인 또는 개인에게도 제1항의 벌금형을 과(과)한다. 다만, 법인 또는 개인이 그 위반행위를 방지하기 위하여 해당 업무에 관하여 상당한 주의와 감독을 게을리하지 아니한 경우에는 그러하지 아니하다.
[전문개정 2012.2.10]

## 판례
- 특경법 제4조 제1항의 재산국외도피죄는 법령에 위반하여 대한민국 또는 국민의 재산을 국외에 이동하거나, 국내에 반입하여야 할 재산을 국외에서 은닉 또는 처분하여 도피시킨 행위를 그 구성요건으로 하고 있는바, 재산을 국외에서 은닉한다는 인식을 가지고 국내에 반입하여야 할 재산을 국외에서 은닉(또는 처분)하여 도피시켰다면 이미 그 범죄는 성립이 되고 그 후 그 재산의 일부가 국내에 다시 반입된 여부나, 혹은 애초부터 그 은닉된 재산을 다시 국내로 반입하여 소비할 의사가 있었는지 여부는 정상참작의 사유는 될지언정 그 범죄의 성립에는 영향을 미치지 아니한다.[11]
- 재산국외도피죄는 자신의 행위가 법령에 위반하여 국내재산을 해외로 이동한다는 인식과 그 행위가 재산을 대한민국의 법률과 제도에 의한 규율과 관리를 받지 않고 자신이 해외에서 임의로 소비, 축적, 은닉 등 지배·관리할 수 있는 상태에 두는 행위라는 인식을 가지고 국내재산을 해외로 이동하여 대한민국 또는 대한민국 국민의 재산이 유출될 위험이 있는 상태를 발생하게 하는 것, 즉 도피시킴으로써 범죄는 성립한다고 할 것이나, 처음부터 해외에서의 사용을 예정하지 않고, 즉시 반입할 목적으로 송금하였다면, 해외로 이동하여 지배·관리한다는 재산도피의 범의가 있었다고 볼 수는 없는 것이다.[9]

- 특정경제범죄 가중처벌 등에 관한 법률(이하 ‘특경법’이라 한다) 제4조 제1항은 “법령에 위반하여 대한민국 또는 대한민국 국민의 재산을 국외에 이동하거나 국내에 반입하여야 할 재산을 국외에서 은익 또는 처분하여 도피시킨 때”를 그 구성요건으로 하고 있는바, 위 규정의 ‘국내에 반입하여야 할 재산'이라 함은 법령에 의하여 거주자가 국내에 반입하여야 할 의무를 부담하는 대한민국 또는 대한민국 국민의 재산을 의미한다.[12]
- 특경법 제4조 제1항 소정의 재산국외도피죄에서 말하는 ‘재산의 은닉’은 재산의 발견을 불가능하게 하거나 곤란하게 만드는 것을 말하고, 재산의 소재를 불명하게 하는 경우뿐만 아니라 재산의 소유관계를 불명하게 하는 경우도 포함한다.[7]
- 특경법 제4조 제1항의 재산국외도피죄의 입법 취지가 국내의 재산을 해외에 도피시킴으로써 국부에 손실을 가져오는 행위를 처벌함으로써 국가재산을 보호하려는 데에 있다는 점을 고려하더라도, 그 법정형이 1년 이상의 유기징역 또는 당해 범죄행위의 목적물의 가액의 2배 이상 10배 이하에 상당하는 벌금으로 중하게 설정되어 있을 뿐만 아니라 특경법 제10조에서 범행 대상인 재산을 필요적으로 몰수하고 그 몰수가 불능인 때에는 그 가액을 추징하도록 규정하고 있는 등 재산국외도피사범에 대한 징벌의 정도를 강화하고 있는 점이나 국가경제의 발전과 세계화 추세 등에 따라 외환거래에 관한 규제가 크게 완화된 점 등에 비추어 볼 때, 어떠한 행위가 특경법 제4조 제1항 소정의 재산국외도피에 해당하는지를 판단함에 있어서는 당시 행위자가 처하였던 경제적 사정 내지 그 행위를 통하여 추구하고자 한 경제적 이익의 내용 등 그러한 행위에 이르게 된 동기, 행위의 방법 내지 수단이 은밀하고 탈법적인 것인지 여부, 행위 이후 행위자가 취한 조치 등 여러 사정을 두루 참작하여 엄격하고 신중하게 판단하여야 할 것이다.[2]